# Crise política no Peru em 2009
A crise política no Peru em 2009 resultou da oposição a projetos de petróleo e mineração na Amazônia peruana pelos povos ameríndios locais; que protestaram contra a Petroperú e confrontaram a Polícia Nacional. Na vanguarda do movimento estava a Asociación Interétnica de Desarrollo de la Selva Peruana (AIDESEP), uma coalizão de organizações comunitárias indígenas da região.
Após a decisão do governo de aprovar regulamentos que permitiam às empresas o acesso à Amazônia, os nativos realizaram mais de um ano de oposição e defesa declarada para alterar esta política, incluindo 65 dias consecutivos de desobediência civil. Em junho de 2009, o governo de Alan García suspendeu as liberdades civis, declarou estado de emergência e enviou as forças armadas para parar os protestos. A intervenção militar, referida como  Baguazo, resultou em dois dias de confrontos sangrentos, resultando em um total de 23 mortes policiais, 10 mortes entre os nativos e civis e mais de 150 feridos nativos.
Este conflito foi descrito como a pior violência política do Peru em anos e foi a pior crise enfrentada pelo presidente Alan García. O primeiro-ministro Yehude Simon foi forçado a renunciar, na sequência, e o Congresso revogou as leis que levaram aos protestos.